# Nhà thờ Tin lành ở Košice
Nhà thờ Tin lành ở Košice (tiếng Slovakia: Evanjelický kostol v Košice) là một nhà thờ Tin lành được xây dựng theo phong cách kiến trúc Tân cổ điển, tọa lạc trên phố Mlynská, thành phố Košice, Slovakia. Nhà thờ này là một trong những nhà thờ Tin lành theo trường phái kiến trúc cổ điển đẹp nhất ở Slovakia. Vào ngày 16 tháng 10 năm 1963, nhà thờ Tin lành ở Košice được ghi danh vào Danh sách Di tích Trung ương theo quyết định của Bộ Văn hóa Cộng hòa Slovakia.

## Lịch sử
Nhà thờ Tin lành ở Košice được xây dựng vào năm 1816, dựa trên bản thiết kế của một kiến trúc sư triều đình người gốc Viên tên là György Kitzling. Nhà thờ phục vụ những người Đức và người Slovakia theo đạo Tin lành trong thành phố.
Bên trong nhà thờ này có một cây thánh giá bằng gỗ có niên đại vào năm 1735. Cây đàn organ đặt trong nhà thờ có tuổi đời khoảng 300 năm. Phía trên lối vào nhà thờ có một dòng chữ bằng tiếng Latinh ghi là SOLI DEO GLORIA (Vinh quang chỉ một mình Chúa). Jozef Czauczik và Ján Muller là tác giả của bức tranh thờ trên bàn thờ chính của nhà thờ.